# 海阳学宫
海阳县儒学宫，俗称红学、学宫，是始建于南宋绍兴年间（1131-1162年）的古建筑群，位于中国广东省潮州市湘桥区昌黎路和文星路交接处。1989年6月，被列为第三批广东省文物保护单位。

## 历史
据记载，海阳县儒学宫“ 旧在府治西偏附郡学右 ”，宋绍兴年间(1131-1162年)迁往现址，景炎三年（1278年），元军攻陷潮州城，学宫毁于战火。至明洪武二年(1369年)由通判张杰在旧址重建。永乐年间，参政郑阜义扩建大成殿、两庑、戟门以及棂星门。正统元年(1436年)，知府王源扩大学宫面积，并将棂星门外徙临街，且开凿泮池，此后历代屡有增修。

## 建筑
学宫建筑面积现存不足4000平方米，主要建筑物有棂星门、泮池、两庑厢房、院前照壁、大成门及大成殿等。宫内主要建筑物为大成殿，大成殿至今仍较好地保留了明代的建筑风貌。
大成殿位于院落最北端，面阔五间，进深四间，重檐歇山顶，全殿由48支大柱支托，为双层抬梁式梁架，丹墙红瓦。殿四周有石栏围护，殿前为石筑月台。国民革命军二次东征时的东征军第一师政治部和南昌起义军军官教导团均曾驻扎于此。
自1989年被广东省重点文物保护单位以来，文物部门对棂星门、金声门、玉振门、泮池、大成门及东西庑房等建筑进行了修缮复原，维护了学宫原有历史风貌。曾设于学宫内的潮州市博物馆也于2010年9月移往潮州市人民广场西南角的新址。

## 交通
可搭乘3路公车在昌黎路下车。或可步行从太平路拐入昌黎路到达。学宫门口设有停车区域。